# R.U.S.E.
R.U.S.E. è un videogioco di strategia in tempo reale a tema di guerra, sviluppato da Eugen Systems e pubblicato da Ubisoft. È uscito il 10 settembre 2010 in Europa ed il 7 settembre 2010 in Nord America su PlayStation 3, Xbox 360 e Microsoft Windows.
La meccanica di gioco invita l'utente a fare uso di bluff e trucchi per far cadere il nemico nelle trappole. È un prodotto rivolto più agli esperti del settore che ai giocatori occasionali.

## Modalità di gioco
R.U.S.E. è ambientato nel periodo della seconda guerra mondiale. Le battaglie nel gioco si tengono in Nord Africa, Italia, Francia, Paesi Bassi, Ardenne e Germania.

### Personaggi
- Joe Sheridan (il giocatore)  - impulsivo ufficiale statunitense è spesso in conflitto con Von Richter; è molto abile a comandare le sue truppe ed è spesso aiutato da Campbell.
- Ehrich Von Richter - abile ufficiale tedesco che anche nei momenti peggiori può tirare il meglio delle sue truppe.
- Kate Garner - signorina che lavora al dipartimento di guerra del Pentagono, di cui Sheridan è innamorato; alla fine del gioco si rivela essere la spia Prometeus.
- Colonnello Andrew Campbell - vecchio colonnello dell'esercito inglese, sa pianificare buoni piani contro i tedeschi.
- Angie Summers - spia britannica agli ordini del colonnello Campbell, cerca di parlare con l'ammiraglio Wilhelm Canaris per scoprire l'identità di Prometeus ma l'ammiraglio muore prima di rivelare l'identità di Prometeus.

### Campagna
Il gioco inizia in Germania, vicino a Lipsia dove il generale Sheridan, assieme al generale Campbell, ricevono una trasmissione radio da parte di un loro agente imprigionato nel castello di Colditz; Sheridan assume il controllo di un'unità corazzata e si muovono per liberare Colditz. Dopo aver finito l'obbiettivo Sheridan e Campbell soccorrono Angie Summers, l'agente alleato prigioniero che stava indagando su Prometeus; una spia tedesca, la ricerca di Prometeus è però ostacolata dalla morte dell'ammiraglio Wilhelm Canaris; l'unico che sapeva la vera identità di Prometeus.
Sheridan inizia un lungo flashback dove racconterà ai due la storia del suo odio per Prometeus: a Kasserine, dove Sheridan era ancora un maggiore, tutti gli ufficiali erano morti e lui era l'unico in comando; in suo aiuto viene inviato il colonnello Campbell, un flemmatico ufficiale britannico dei servizi di intelligence.
Sheridan, con alcune unità di fanteria e successivamente con una unità di cannoni anticarro deve raggiungere Kasserine e poi difenderla dagli assalti italo-tedeschi per riprendere la città; in suo aiuto ci saranno gli stratagemmi spia e decrittazione.
Tre giorni dopo Sheridan incontra il generale Wetherby un incompetente ufficiale Americano assetato di gloria che però lo promuove tenente colonnello; così Sheridan si ritrova a capo di un'unità corazzata e i suoi ordini sono di aiutare i francesi a eliminare il QG italiano. Lì Sheridan scopre che i tedeschi avevano tutti i piani alleati e Campbell ipotizza l'idea della talpa. Joe deve poi attaccare nel centro la divisione tedesca, guidata dal generale Erich Von Richter; Sheridan sembra riuscirci ma Erich riesce a contrastarlo con il silenzio radio. Sheridan rimane fregato ma con l'aiuto di Montgomery e di Wetherby riesce a contrattaccare. Sette mesi dopo Joe (promosso a colonnello) e Campbell si trovano in Italia vicino a Montecassino per supportare Wetherby e il suo sbarco. Joe riceve l'ordine di fare da esca per i tedeschi ma durante la ricognizione Sheridan viene a contatto con le milizie fasciste riarmate dai tedeschi. Joe riesce a difendere il QG, riuscendo anche a contrattaccare, distruggendo l'avamposto italiano.
Intanto Wetherby ha iniziato lo sbarco senza dare retta a Sheridan e Campbell che gli avevano detto di annullare l'operazione; le sue forze vengono sopraffatte da Von Richter che era stato avvertito da Prometeus ma non elimina Wetherby poiché sta aspettando Joe. Dal canto suo Sheridan, grazie ai cacciacarri M10, sta facendo strage di italiani, riuscendo anche a conquistarne il QG. Tempo dopo grazie a Kate Garner, del Pentagono, viene promosso generale; al suo primo incarico dovrà aiutare gli alleati a vincere i tedeschi a Montecassino e grazie ai suoi bombardieri ci riesce.
Nel 1944 parteciperà allo sbarco in Normandia dove sbarcherà a Utah Beach e all'operazione Market Garden, dove prenderà Ehindoven e Nimega, nell'inverno 1944 parteciperà all'offensiva nelle Ardenne dove terrà pugno alla città di Bastogne durante l'attacco tedesco e nell'aprile 1945 sarà in Germania, a Torgau, durante l'incontro sovietico-americano e assisterà alla resa incondizionata tedesca del maggio 1945.
Alla fine dovrà sconfiggere delle unità sovietiche prima che lancino uno dei missili tedeschi V2 sugli americani. Nel giugno 1945 dovrà distruggere il QG di Kate perché Sheridan scopre che è lei Prometeus.

### Fazioni[2]
Le fazioni includono:
- Stati Uniti d'America-: Esercito vario e bilanciato ottimo per i giocatori alle prime armi. Carri economici ma di basso livello fino 1945 (M4 Sherman, M26 Pershing e T28/T95) e buoni cacciacarri (M36 Jackson). aerei di ottimo livello (North American P-51 Mustang e Boeing B-17 Flying Fortress). Bunker di 3 tipi: anti-fanteria, anti-aerei e anti-carri. Fanteria pesante (Ranger) tecnologicamente avanzata. Buon prototipo di artiglieria (M1 155 mm Long Tom). Nell'antiaerea tira fuori il meglio di sé con l'M3 Half-track. Come cannone nucleare ha il Nuclear Long Tom.
- Regno Unito-: Contano molto sulle forze aeree, che sono le più forti del gioco (Supermarine Spitfire, Hawker Typhoon e Avro 683 Lancaster) e hanno anche buoni cannoni antiaerei (Bofors 40 mm). Carri costosi ma di basso livello (Cruiser Mk III); mancante di blindati giganti, ma buone autoblindo e buoni cacciacarri (Archer). La fanteria è formata dai Regolari, la classica fanteria inglese, e dalle Guardie, fanteria di vecchio stampo e quindi obsoleta. Come cannone atomico possiede il Nuclear Howitzer.
- Germania-: Conta un buon numero di carri di ottimo livello, ma costosi (Panzer VI Tiger I, Panzer VI Tiger II e Panzer V Panther). Può produrre prototipi avanzati (Panzer VIII Maus, Sd.Kfz. 234 "Puma", Flakpanzer IV Wirbelwind, Arado Ar 234 e Messerschmitt Me 262). Ottimi cacciacarri (Jagdpanzer V Jagdpanther). Aviazione media-potente fino al 1945 (Messerschmitt Bf 109, Junkers Ju 87, Heinkel He 111). Ottimi bunker (Blockhaus Sigfrido). Buona fanteria pesante con ottime capacità anticarro (Sturmgrenadier), Fanteria leggera (Grenadier) molto buona. Buone autoblindo (Sd.Kfz. 222). Ottimo cannone antiaereo (8,8 cm FlaK). Come cannone atomico possiede il Nuklearhaubitze.
- Francia-: Esercito difensivo, eccezionali carri pesanti (Char B1 e ARL 44) ma hanno bassa velocità. buoni cacciacarri (Lorraine 37L). Aviazione medio-scarsa (Dewoitine D.520, Breguet Bre 690 Guppy) mancante di bombardieri pesanti (l'unico disponibile è il bombardiere leggero Amiot 143) ottimi prototipi di blindati giganti  (FCM F1). Autoblinda più forte del gioco (Panhard EBR). Bunker migliori del gioco (Linea Maginot). Fanteria spettacolare in quanto potenza di fuoco e micidiali per qualsiasi blindato che cade nelle loro imboscate (Legione straniera). Ottimi paracadutisti (Chasseur-paras). Come cannone atomico possiede il Nuclear Obusier.
- Italia-: Esercito utile per operazioni di Blitzkrieg (guerra lampo) e imboscate, possiede carri di scarso livello che hanno un costo non molto elevato (M13/40 e M15/42) ma buoni semoventi d'artiglieria (Ansaldo da 75/18, Ansaldo 105/25 M.43), obici molto costosi (obice 210/22) e buoni cacciacarri (M.41 da 90/53). Un'aviazione medio-alta (Macchi M.C.205, Savoia-Marchetti S.M.79 e Piaggio P.108), e buone autoblindo (AB43). Prototipi di carri armati pessimi (P26/40 e L6/40 in versione lanciafiamme) mancanti di blindati giganti. Fanteria leggera ottima (ma i Bersaglieri hanno scarsa capacità anticarro, ottimi invece i Granatieri), l'Italia è anche dotata delle Compagnie Sahariane, gli occhi del Regio Esercito, piccoli gruppi di fanteria leggera con capacità ricognitive. Come cannone atomico ha Obice Nucleare.
- Unione Sovietica-: Carri armati potenti (KV-1, T-34 e JS-2), buone autoblindo (BA-11) e buoni cacciacarri (il SU-100 soprannominato "fotto tutto"). Aviazione medio-bassa (Yakovlev Yak-3, e Petlyakov Pe-8), veicolo ricognitore da sviluppare (R-10 Nieman) e paracadutisti (Desantniki) non particolarmente forti, buoni cacciabombardieri (Ilyushin Il-2 Šturmovik) e prototipi (JS-3, BM-13) altrettanto buoni. Unità di fanteria leggera estremamente economica da usare come carne da cannone (Strelky). Ottima fanteria pesante Gvardiya, un'unità la cui ricerca costa 50$. Bunker presenti solo del tipo artiglieria, da 105 e da 155 mm. Artiglieria di grosso calibro potente, (Pushka 152 mm. e Gaubitsa 203mm.). Antiaerea pessima (ZSU-37). Come cannone atomico ha il Iadiernaia Gaubitza.
- Giappone-: Carri economici ma di basso livello, tra cui il Type 95 Ha-Go, forse il carro armato più debole del gioco, però ha un ottimo blindato gigante (O-I). Fanteria con buona potenza di fuoco, tra cui la Konoe Shidan, la guardia imperiale, priva di capacità anticarro; i cecchini Sogekihei, ottimi dalla grande gittata, i Dokuritsu Kohei, fanteria armata di lanciafiamme, capace di distruggere un edificio in breve tempo, poiché incapace di conquistarlo; è dotata di 2 unità di paracadutisti: i Giretsu Kuteitai e i Teishin Shudan. L'aviazione (Mitsubishi A6M, Nakajima G8N) è molto potente. Come cannone atomico possiede il Kaku ryūdanhō. Questo esercito è sbloccabile con il DLC "IL SOL LEVANTE".

### Ruses[3]
R.U.S.E. utilizza un sistema di stratagemmi che permettono al giocatore di "bluffare" con l'avversario. Ci saranno in totale 10 "ruses".
- Decrittazione - La decrittazione rivela tutti gli ordini dei nemici all'interno di un settore.
- Spia - Rivela tutti i tipi di unità dei nemici all'interno di un settore.
- Silenzio radio - Il Silenzio Radio nasconde tutte le unità alleate all'interno di un settore.
- Offensiva fittizia - Permette di creare 3 tipi di unità fittizie (Offensiva terrestre, aerea e combinata).
- Reti mimetiche - Nascondono tutte le strutture alleate nel settore.
- Blitz - Raddoppia la velocità delle unità alleate nel settore.
- Terrore - Le truppe nemiche sono meno propense a combattere fino alla fine.
- Fanatismo - Le unità alleate combattono fino alla morte.
- Intel Inverse - Le unità alleate leggere vengono mostrate come pesanti e viceversa.
- Edifici Esca - Permette di costruire un finto edificio.

### DLC
Sono stati realizzati due DLC per questo videogioco:

#### Il Progetto Manhattan
Con questo DLC vengono aggiunte tre nuove mappe disponibili in modalità Battaglia:
Vesuvio: questa mappa è ambientata sulle pendici del vulcano situato presso Napoli, ma la città non vi è presente.
Twilight of the gods:
Questa mappa è simile a una mappa presente nel gioco, ma con un nome diverso. Al centro della mappa sono presenti alcune montagne e in alcune cittadine sono presenti luci antiaeree.
Pistole e tulipani:
In questa mappa sono presenti due montagne, ed è presente un importante posto strategico per l'artiglieria con cui potete fare a pezzi il nemico ordinando il silenzio radio.

#### Il Sol Levante
Questo DLC mette in gioco l'Esercito Imperiale Giapponese, aggiungendo tre missioni svolgibili con tale esercito.

## Accoglienza
La rivista Play Generation lo classificò come il terzo migliore titolo di strategia e sesto migliore per Move del 2010.